# 牙

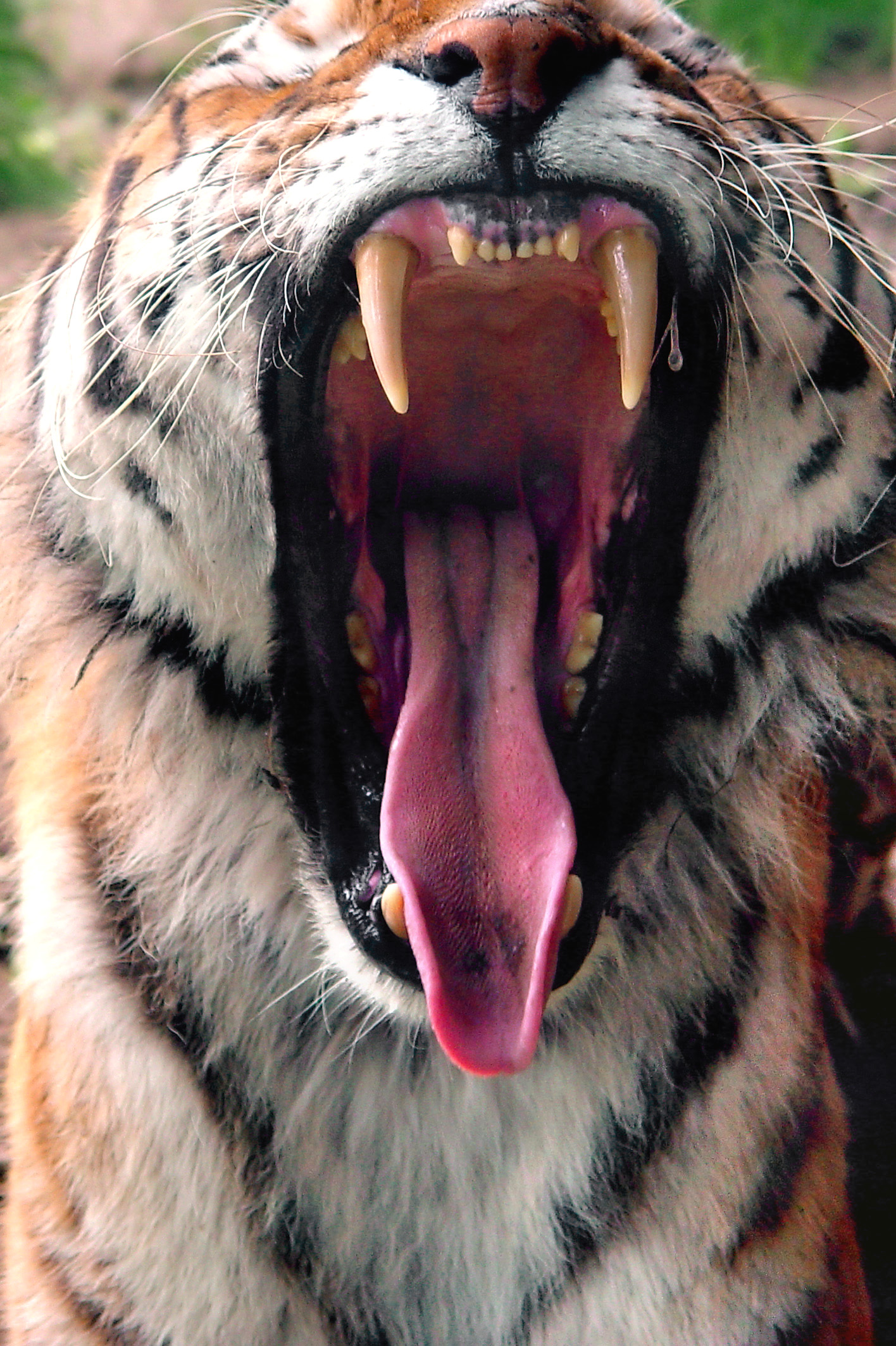
トラの牙（犬歯）

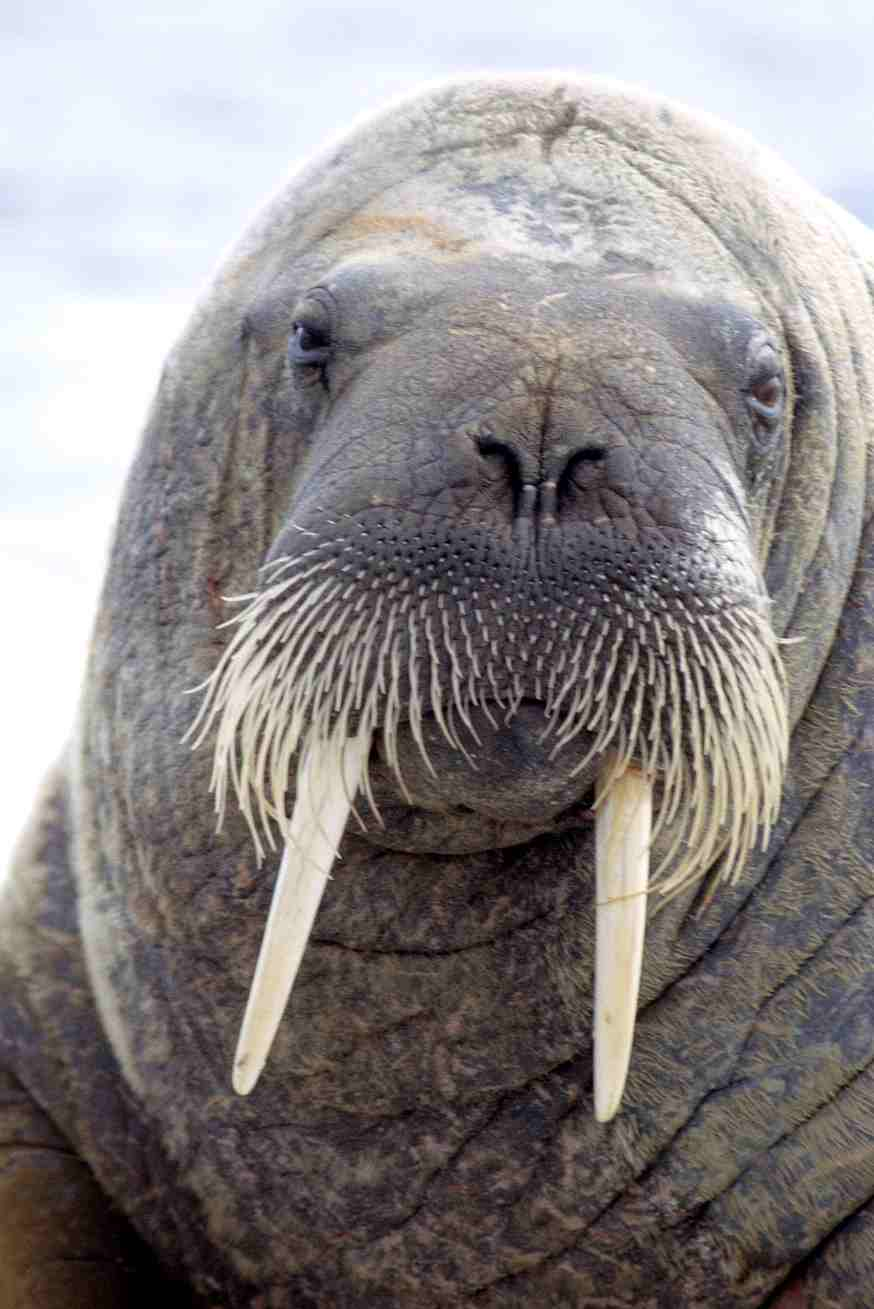
セイウチの牙（犬歯）

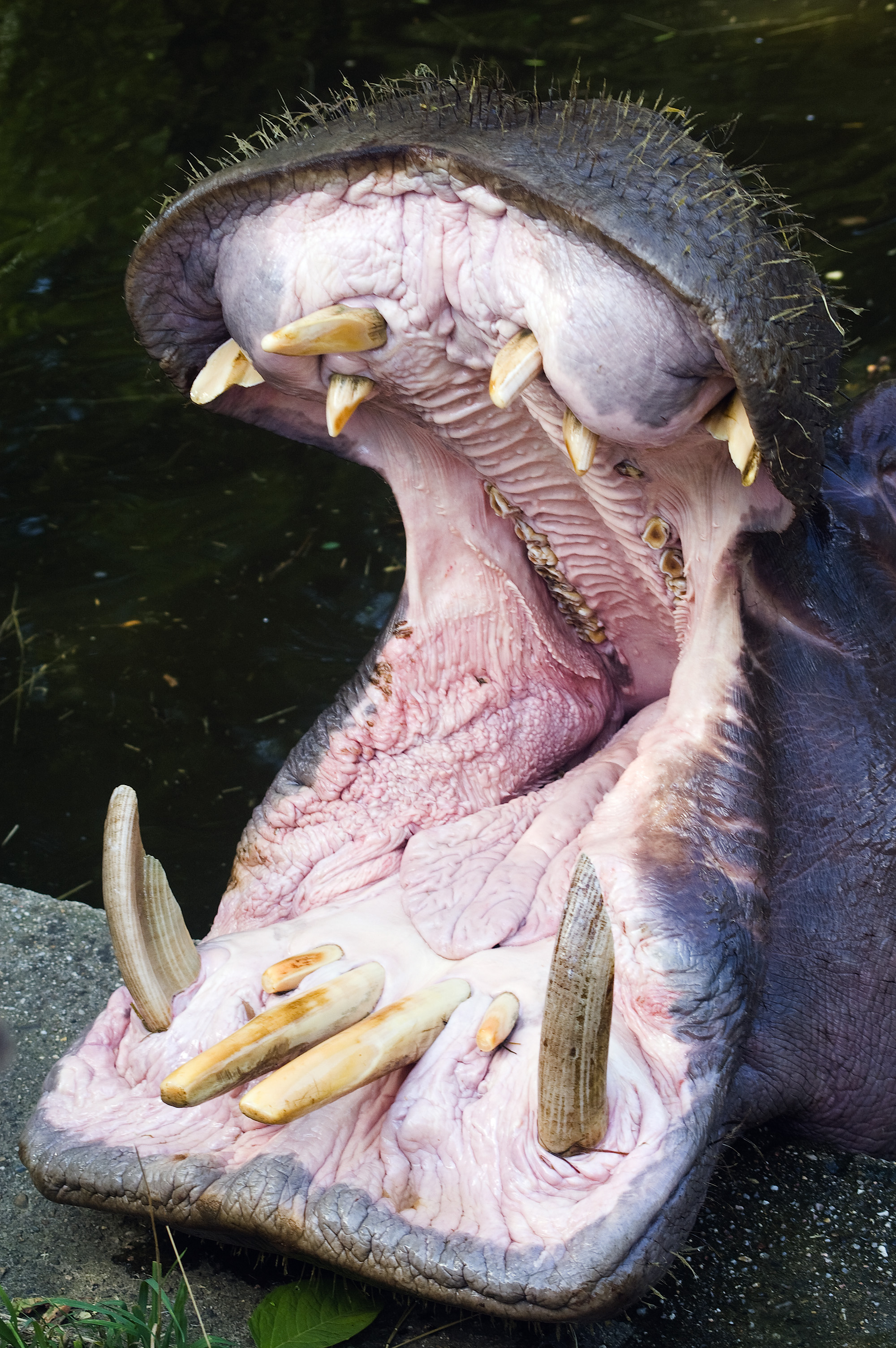
カバの牙（切歯・犬歯）

牙（きば）は、動物が口に持つ、骨格と同一または近い組織でできた、大型で細長い錐形の器官。口器の一種である。

## 哺乳類の牙
哺乳類の牙は、普段は口の中に隠れる場合（イヌやサル、カバなど）、普段から口からはみ出て見える場合（ゾウ、イノシシなど）があり、具体的な例は以下のとおり。
- 陸生食肉目（イヌ科、ネコ科など） - 両顎犬歯。より発達しているのは上顎犬歯。
- イノシシ - 両顎犬歯。外部から目立つのは上顎犬歯だが、咬耗により下顎犬歯の方が鋭い。
- バビルサ - 両顎犬歯。雄の上顎犬歯は顔面の組織を貫き体外に出る。
- カバ - 両顎犬歯・切歯。最も発達しているのは下顎犬歯。
- ゾウ（インドゾウの雄、アフリカゾウの雌雄） - 上顎切歯。象牙と呼ばれる。
- セイウチ - 上顎犬歯。
- イッカクの雄 - 左上顎切歯。前方にまっすぐ突き出す。
- デイノテリウム（絶滅） - 下顎切歯。反り返って下向きに伸びる。
- ヒト-犬歯としてその痕跡を留めている。犬歯は牙が退化したもので、特徴として他の歯に比べ性差が明らかで、平均的に男性のほうが女性よりも6%程度犬歯が大きく鋭くなっている。

肉食動物は長くて発達した犬歯、または切歯（門歯）で獲物を捕らえ、食いちぎり食べる器具として使われる。特に最初にかみついた際に獲物に突き刺さり、有効な傷を与えると共にその体を固定する役割を果たす。そのため、口からはみ出るような牙を発達させた捕食動物の例が過去にあり、スミロドンなどのサーベルタイガー類はその代表的な例である。
草食動物では土を掘って根やイモを探し、あるいは樹皮を剥いで食べるのに使われる。両者で天敵に対しての攻撃または威嚇器官として、また、メスを巡る雄同士の戦いに使われる例も多い。そのため、雌雄共に牙がある場合でも、雄で特に良く発達する例が多い。

## ヘビの毒牙
ヘビ類の歯は発達して牙状の構造をとっている。これは哺乳動物における牙と同じように突き刺さる効果はあるが、食いちぎったり噛み切ったりと言うことはできない。細すぎる上に歯根がないため、往々にして折れたり抜けたりするためである。
なかには毒腺と連携して毒牙と呼ばれる器官になっている種類もある。一般に毒ヘビと呼ばれる類のものである。牙に毒を通すための溝が縦に入っている毒牙を溝牙（英語：grooved fang）といい、コブラ科が持つ。トンネルが縦に入っている毒牙を管牙（英語：perforated fang）といい、クサリヘビ科などが持つ。溝牙では、牙であけた穴に牙の根元につながった毒腺から液体毒を溝に伝わせて流し入れる。管牙では根元からトンネルに液体毒を注入し、牙の先にあるスリット状の穴から毒を注入する。管牙は弱く繊細な構造であるため、管牙を持つ毒蛇はスペアのような役割を果たす副牙を持つ。

## 節足動物の口器
節足動物では、クモ類で大鰓などの口器の一部が著しく発達したものを特別に牙という場合がある。クモでは毒の注入に使われる。

## 他言語での牙
英語では、牙を意味する語が2つあり、肉食動物の捕食用の犬歯をfang（ファング）、イノシシやセイウチの犬歯やイッカクやゾウの切歯をtusk（タスク）という。哺乳類以外では、ヘビやクモなどの牙はfangである。
中国語では、「牙（ヤー）」は歯全般を意味する。たとえば、歯科のことを牙科という。日本語での牙の意味では「獠牙（リャオヤー）」という。なお、日本語での意味のほうが古い用法である。